# Gniezno (gemeente)
De gemeente Gniezno is een landgemeente in het Poolse woiwodschap Groot-Polen, in powiat Gnieźnieński.
De zetel van de gemeente is in Gniezno.
Op 30 juni 2004 telde de gemeente 8048 inwoners.

## Oppervlaktegegevens
In 2002 bedroeg de totale oppervlakte van gemeente Gniezno 177,99 km², waarvan:
- agrarisch gebied: 76%
- bossen: 14%

De gemeente beslaat 14,19% van de totale oppervlakte van de powiat.

## Demografie
Stand op 30 juni 2004:
| Omschrijving                   | Totaal | Totaal | Vrouwen | Vrouwen | Mannen | Mannen |
| ------------------------------ | ------ | ------ | ------- | ------- | ------ | ------ |
| eenheid                        | aantal | %      | aantal  | %       | aantal | %      |
| inwoners                       | 8048   | 100    | 4002    | 49,7    | 4046   | 50,3   |
| bevolkingsdichtheid (inw./km²) | 45,2   | 45,2   | 22,5    | 22,5    | 22,7   | 22,7   |

In 2002 bedroeg het gemiddelde inkomen per inwoner 1341,86 zł.

## Administratieve plaatsen (sołectwo)
Braciszewo, Dalki, Dębówiec, Ganina, Goślinowo, Jankowo Dolne, Kalina, Krzyszczewo, Lubochnia, Lulkowo, Łabiszynek, Mączniki, Mnichowo, Modliszewo, Modliszewko, Napoleonowo, Obora, Obórka, Osiniec, Piekary, Pyszczyn, Pyszczynek, Skiereszewo, Strzyżewo Kościelne, Strzyżewo Paczkowe, Strzyżewo Smykowe, Szczytniki Duchowne, Wełnica, Wierzbiczany, Wola Skorzęcka, Zdziechowa.

## Aangrenzende gemeenten
Czerniejewo, Kłecko, Łubowo, Mieleszyn, Niechanowo, Rogowo, Trzemeszno, Witkowo